# 史臣
史臣（1474年—？年），字邦直，南直隶苏州府吴江縣人，民籍。

## 生平
治《易經》，行一，由國子生中式丁卯科（1507年）應天府鄉試第二十八名舉人，年五十歲中式嘉靖二年（1523年）癸未科會試第二百六十七名，第二甲第九十七名進士。历官山东按察司佥事，嘉靖十三年（1534年）八月升云南布政司左参议。

## 家族
曾祖史珩，義官。祖父史鑑。父史永錫，监生。母吴氏。慈侍下。弟史相，引礼舍人；史逵。